# La Torre (Alpont)
La Torre és un llogaret del municipi valencià d'Alpont (comarca dels Serrans), situat a 15 quilòmetres de la vila. És junt amb el Collado el llogaret més distanciat d'Alpont. Es troba relativament prop de la frontera amb Arcos de las Salinas i Torrijas (a la província de Terol) i la Iessa. S'arriba per la carretera CV-350 passant pel Collado.
Ha estat deshabitat des de 1967, en 2003 té 2 habitants i en 2006 arriba als 5. Açò és gràcies al turisme rural. Encara conserva un safareig i alguns modests edificis.